# Черногрудый зуёк
Черногрудый зуёк  (лат. Erythrogonys cinctus) — вид птиц из семейства ржанковых (Charadriidae), единственный представитель одноимённого рода Erythrogonys. Русское название "зуёк" вводит в заблуждение, в действительности этот вид родственник чибисов, и род Erythrogonys вместе с родом Vanellus составляют подсемейство Vanellinae. Черногрудый зуёк социальный вид, он часто образует стаи вместе с куликами своего и других видов, в том числе совместно гнездится.

## Описание

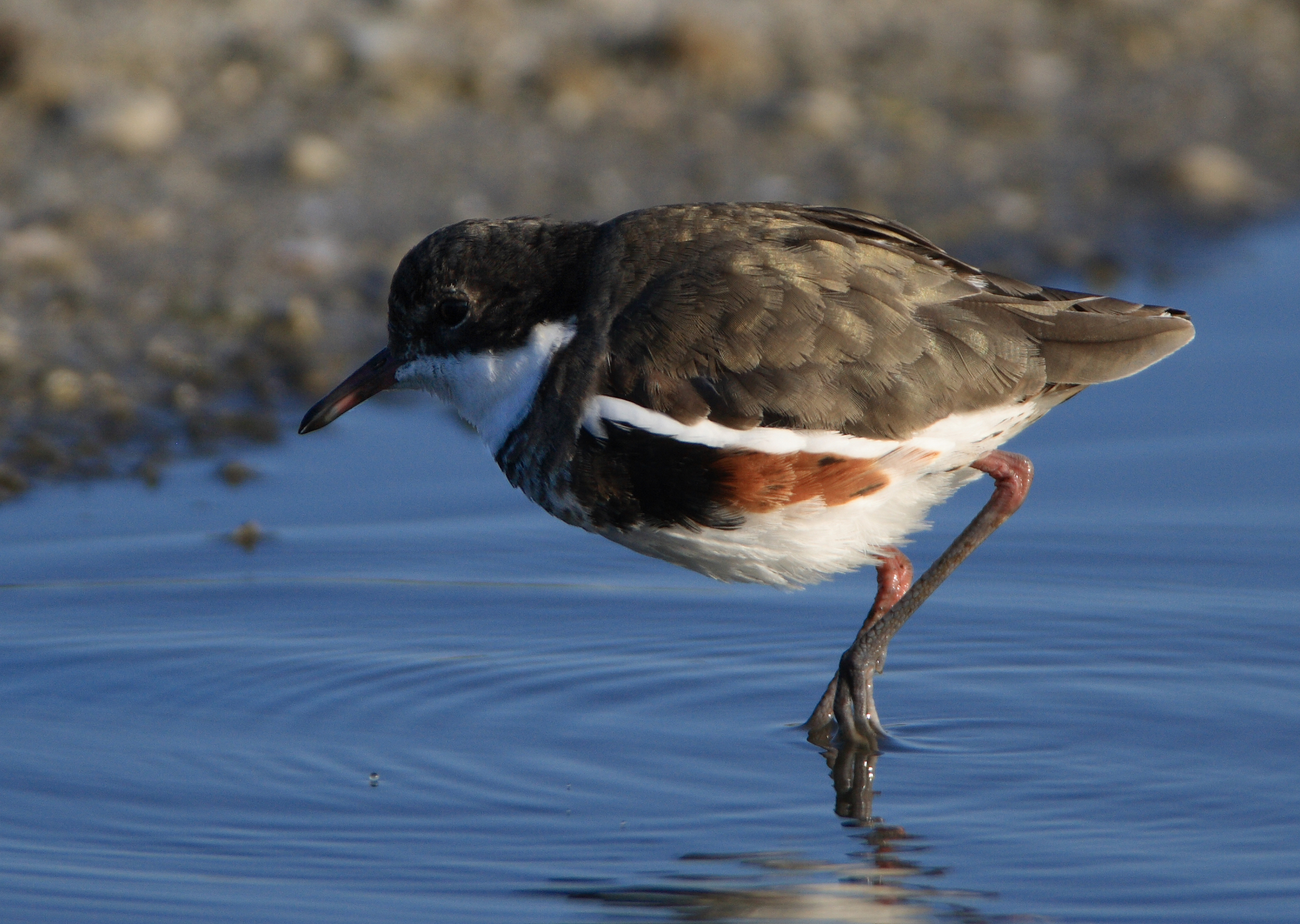

Черногрудый зуёк — длинноногий кулик среднего размера, длина тела — 17—20 см, размах крыльев 33—38 см, масса 40—55 г.
У взрослых особей отчетливо выражена черная шапочка (или капюшон), начинающаяся от клюва, простирающаяся ниже глаз, сливающаяся на затылке с серо-коричневым цветом спины. Подбородок и горло белые. Широкая черная полоса пересекает грудь и соединяется с черным капюшоном в нижней части шеи, а на боках — каштановые полосы. Брюшко и подкрылья белые. Спина и мантия серо-коричневые, верхние кроющие крыла преимущественно черные с белым задним краем. Цевки, включая предплюсневой сустав, и голень красноватые. Клюв красный с темным кончиком.

## Распространение и места обитания
Черногрудый зуёк является родным для континентальной Австралии, Папуа-Новой Гвинеи и Индонезии, а также залётным видом на Тасмании, Палау и Новой Зеландии.
В основном, это окраины неглубоких эфемерных и постоянных пресноводных водно-болотных угодий, иногда засоленных водных местообитаний, но редко приливных болот на побережьях.

## Образ жизни

### Питание
Рацион включает членистоногих, моллюсков, дождевых червей и семена.

### Размножение
Черногрудый зуёк обычно размножается с октября по январь, хотя может гнездиться и в другие месяцы, если присутствуют подходящие условия увлажнения. Он гнездится на земле по краям заболоченных территорий, иногда используя гнезда других птиц, таких как седоголовые поганки. Откладывает кладку из четырех кремовых яиц, обильно покрытых линиями, крапинками или пятнами. Птенцы развиваются по выводковому типу развития и покидают гнездо вскоре после вылупления.

## Природоохранный статус
При большом ареале и отсутствии свидетельств значительного сокращения популяции, статус сохранения этого вида вызывает наименьшее беспокойство.